# Кокозовка

Кокозовка (укр. Кокозівка) — село,
Чапаевский сельский совет,
Диканьский район,
Полтавская область,
Украина.
Код КОАТУУ — 5321085804. Население по переписи 2001 года составляло 1 человек.

## Географическое положение
Село Кокозовка находится на правом берегу реки Великая Говтва,
на противоположном берегу — село Чапаевка.
На реке большая запруда.